# Ethereal Sin
|著名使用楽器 = 
}}
Ethereal Sin（エセリアル・シン）は、日本のシンフォニックブラックメタルバンド。兵庫県神戸市で結成され、現在は東京都を中心に活動している。バンドは、自身の音楽性についてエレジアック・ブラックメタル (Elegiac Black Metal)を自称している

## 概要
1997年にEternal Forestというメロディックデスメタルバンドを脱退したYama Darkblaze (Vo, G)を中心に結成。当時大学生だったYamaのサークル仲間や友人であったNergal J. Mephisto (G, Vo)、Loki Icyfiend (Ds)、Ruine Valkyriel (B, Vo)が結成時のメンバーである。1998年になってShinon (Key)が加入し、1stEP『The Cocoon and Ebony Thorns』をリリースしている。ただし、Shinonは同EPレコーディング中に解雇され、Ruineがキーボードを兼任することになった。この点については、Ruineがキーボードを兼任したという記述もあるが、一方でRuineがキーボードに転向しYamaがベースを兼任したという記述もなされている。Yamaによると、キャンドルライト・プロダクションズ (Candlelight Productions)から契約の話があり、マスターデータや契約書も送付したものの、その後の返答がなくリリースはされなかった。これが原因となり、Lokiは脱退した。Lokiの脱退を切っ掛けにYamaがボーカル専任、Ruineがキーボード専任となりYurkil (G)、Curse Messiah (B)、Moonchik (Ds)が加入。音源作成も行ったもののYamaの大学中退と東京都への引越しによってこの体制は崩壊する。
東京へ拠点を移した後、Yama (Vo)、Ruine (Key)、Nergal (G, Vo)、Killeakz Oldone (Ds, B)の4人体制となるが、この体制は長続きせずRuine、Killeakzが脱退。代わりにYashak (Key)やChaory (Ds)といったメンバーが在籍した時期があった。この中でメンバー間の不和がエスカレートし、結局Nergalを含むYama以外のメンバーが脱退し、2005年にバンドは活動休止状態、事実上の解散となった。
2007年になってYamaによって再結成。再結成メンバーはYama (Vo, G)、Tanathos Saturnus (G)、Rudra Zephyrion (B)、Morgan le Fay (Key)、Zaren Sixthos (Ds)の5名。技術的な問題でZarenは短期間で脱退しTanathosがドラムスに転向。更にYamaがギターに専念し、Randa Sirenia (Vo)、Sariel Evileye (G, Vo)が加入した。2009年に1stアルバム『...the Abyss Will Also Gaze into Thee』をリリースした。同アルバムリリース後TanathosとRandaが脱退、Seth Maelstrom (G)とVlad Demogorgon (Contrabass)、Sokaris Brastyr (Ds)が加入、Yamaがボーカルに転向した。この体制でEP『The Psalms of Forgotten Saga』をリリースするが、製作期間中にSethが技術的問題で解雇されている。
2011年3月11日に発生した東日本大震災を切っ掛けにVladが脱退。ベーシスト不在のままLamia Bloodysyche (G)が加入したが、Lamiaは短期間で脱退。最終的に、Sethがベーシストに転向して再加入し、Kohen Schnitter (G)が新たに加入した。Sethはバンド側からの打診でベーシストに転向したが、それまでSethはベースを弾いたことがなく、これをきっかけにベーシストに転向している。2013年初頭に1stアルバムのリレコーディング盤『...the Abyss Will Also Gaze into Thee:ricordo』をリリース。更に同年中に2ndアルバム『Millendium』もリリースした。同年中にMorganが脱退。Sakuya Shaitan (Vo)、Professor.TF (Key)がライヴサポートとして加入している。この時期には、マーダックやトーケの来日ツアーサポートや、カタメニアとのアジアツアーなどを行っている。また、ヘッドライナーとして中国・内モンゴル自治区をツアーしている。2014年に韓国のダーク・ミラー・オヴ・トラジェディ (Dark Mirror of Tragedy)とのスプリット盤『Arcane of Ancient Asia』をリリースしている。2015年にSakuyaとProfessor.TFのサポートが終了し、Morgan (Key, Vo)が再加入、Sokarisが個人的事情で脱退しReone Magatsuhi (Ds)が加入。メタルバトルジャパンで優勝し、世界最大級のメタル・フェスティヴァル、ヴァッケン・オープン・エアへ出場した。また、同年秋にはベスト・アルバム『Forbidden Chronicles』をリリースした。このベスト・アルバムには過去楽曲のリレコーディングバージョンや未発表曲、新曲のデモなども収録された。
2018年4月1日、Sariel Evileye、Morgan le Fay、Reone Magatsuhiが脱退、新たにKikka Schwarzfleet(G)、Lord Wilhelm (Vio)が正式加入し、Hal Purprite (Key)、Allen (Ds)がサポートとして参加することが発表された。同年10月にキングレコードと契約し、翌2019年1月に3rdアルバム『Kakuriyo』をリリースした。
2019年4月1日、ギタリストのKohen Schnitterが自身のバンドに専念するために脱退、また1年間正式メンバー不在だったドラマーにセッションメンバーとして参加していたGensui Fitzgerald (Ds)が加入することが発表された。なお発表の時点で、Kohenの後任は未定で、Illusion Forceの四郎丸裕也がサポートを務めていた。Kohenの脱退から1年半が経過した2020年11月上旬にSyngolet Nollrune (G)が加入することが発表された。また、この加入と同時に、2018年よりサポートメンバーとしてライヴに参加していたHal Purprite (Key)が正式メンバーとして加入した。これとは別に、同年4月にはデジタルEP『虚空』をリリースしている。2021年8月に4thアルバム『Time of Requiem Part. 1』をリリース。このアルバムレコーディングの時期には、Lord Wilhelmは正式メンバーを外れており、サポートメンバーになっている。なお、本アルバムは2020年6月頃までにレコーディングが完了しており、新加入したSyngolet Nollruneは本アルバムには参加していない。
2021年後半になると、ドラマーのGensui Fitzgeraldが病気により活動困難となり、2022年1月には海外公演対応可能なサポートドラマーの募集も行われた。結局、病気療養となったGensui Fitzgeraldとバンド側は半年以上連絡を取ることができなくなり、5月末をもって脱退（解雇）となった。2022年は、サポートドラマーを擁して公演を行っていたが、同年にフィンランド・オウルで開催された「Metal Capital Festival」に出演した際には、このドラマーがトラブルによって渡芬できず、ザ・ダスクフォールのセバスティアン・リンドグレンとスオタナのラウリ・ユオッペリが急遽サポートしている。本公演からの帰国後の公演では、Meet Schattenclown (Ds)がサポートドラマーを務めた。2023年1月になって、Meet Schattenclownが正式に加入したことが発表された。

## メンバー

### 現メンバー
- Yama Darkblaze - ボーカル

バンドの中心人物。ボーカルを担当している時期が長いが、時期によってギターを兼任したり、ギター専任だった時期がある。過去には、Yama Blackknightとも名乗っていた。
シャドウに参加していたことがある。Rakshasaでも活動。
- Kikka Schwarzfleet - ギター

Wirbelwind、Rakshasa、Velmentiaでも活動。
- Syngolet Nollrune - ギター
- Seth Maelstrom - ベース、コーラス

一時期ギターとして加入していたが解雇された。その後、ベーシストに転向して再加入した。
Rakshasaでも活動。
- Hal Purprite - キーボード
- Tkmyr Himmelsfeuer  - ドラムス

2024年10月に加入

### 旧メンバー
- Randa Sirenia - ボーカル
- Nergal J. Mephisto - ギター、ボーカル

初期のバンドロゴデザインやデモテープのジャケットデザインも行っていた。
- Yurkil - ギター
- Lamia Bloodysyche - ギター
- Sariel Evileye - ギター、コーラス

Hitoshi KojimaとしてMIDORI Jewel's SorrowおよびCRUCIFIEDでも活動。
- Kohen Schnitter - ギター
- Curse Messiah - ベース
- Rudra Zephyrion - ベース
- Vlad Demogorgon - コントラバス
- Ruine Valkyriel - キーボード、ボーカル

加入当初はベースを担当。Shinonの解雇を受けてキーボードを兼任するようになり、最終的にキーボーディストとなった。
- Shinon - キーボード
- Yashak - キーボード
- Morgan le Fay - キーボード、ボーカル

2013年に脱退し、2015年に復帰した。巫女の衣装でステージに立っていた。
MIDORI（ボーカル）としてMIDORI Jewel's Sorrow、Michi（同）としてSincerityGreenでも活動。
- Lord Wilhelm - ヴァイオリン

正式な脱退発表は無かったが、4thアルバム『Time of Requiem Part. 1』レコーディング時にはサポート扱いとなった。
- Loki Icyfiend - ドラムス
- Moonchik - ドラムス
- Killeakz Oldone - ドラムス、ベース
- Chaory - ドラムス
- Zaren Sixthos - ドラムス
- Tanathos Saturnus - ドラムス

加入当初はギターを担当。Zarenの解雇を受けてドラムスに転向した。
- Sokaris Brastyr - ドラムス
- Reone Magatsuhi - ドラムス

Leonとも綴られる。
- Gensui Fitzgerald - ドラムス

2021年下旬より病気療養となったが、バンド側と半年以上音信不通となり、2022年5月末日をもって脱退（解雇）となった。

### サポートメンバー
- Sakuya Shaitan - ボーカル

2013年のMorgan le Fayの脱退から2015年の復帰までの間、サポートとして参加。
- 百合 - ボーカル

4thアルバム『Time of Requiem Part. 1』の一部楽曲にゲスト参加した。Rakshasaで活動。
- Morgan le Fay - ボーカル

元正式メンバー。脱退後に4thアルバム『Time of Requiem Part. 1』の一部楽曲にゲスト参加した。
- Material Pneuma - ボーカル

4thアルバム『Time of Requiem Part. 1』の一部楽曲にゲスト参加した。ダーク・ミラー・オヴ・トラジェディで活動。
- Seth Maelstrom - サイドギター

2010年に一度解雇され、解雇後サポートサイドギタリストとしてライヴに参加。後にベーシストとして正式に再加入した。
- 四郎丸裕也 - ギター

Kohen Schnitter脱退後にサポートとしてライヴに参加。また、4thアルバム『Time of Requiem Part. 1』でも一部楽曲にゲスト参加した。
- Professor.TF - キーボード

2013年のMorgan le Fayの脱退から2015年の復帰までの間、サポートとして参加。
- Hal Purprite - キーボード

2018年のMorgan le Fay脱退後、サポートとして参加。後に正式に加入した。
- Allen - ドラムス

2018年のReone Magatsuhi脱退後、サポートとして参加。
- Gensui Fitzgerald - ドラムス

2018年のReone Magatsuhi脱退後、サポートとして参加。後に正式に加入した。
- セバスティアン・リンドグレン (Sebastian Lidgren) - ドラムス

ザ・ダスクフォールのドラマー。「Metal Capital Festival」出演時に一部楽曲でサポート参加。
- ラウリ・ユオッペリ (Rauli Juopperi) - ドラムス

スオタナのドラマー。「Metal Capital Festival」出演時に一部楽曲でサポート参加。
- Meet - ドラムス

2022年にGensui Fitzgeraldに代わってサポートとして参加し、後に正式加入した。

## ディスコグラフィー
- The Cocoon and Ebony Thorns (EP) - 1998年
- Lost Destination (DVD) - 2008年
- ...The Abyss will also gaze into thee (CD) - 2009年3月1日
- The Psalms of Forgotten Saga (EP) - 2010年11月28日
- Live at The Stormy Night (Live-DVD) - 2011年11月5日
- ...the Abyss Will Also Gaze into Thee:ricordo (CD) - 2013年2月20日
- Millendium (CD) - 2013年9月20日
- Arcane of Ancient Asia (Split) - 2014年10月31日
- Forbidden Chronicles (Best) - 2015年10月28日
- Kakuriyo - 2019年1月9日
- Kokuu (Digital EP) - 2020年4月1日
- Time of Requiem Part. 1 - 2021年8月25日
- その他、複数のDemoあり。